# Minoru Honda
Minoru Honda (本田 実 Honda Minoru?, 26 de febrero de 1913 -26 de agosto de 1990) fue un astrónomo aficionado japonés, nacido en Yazu, prefectura de Tottori. Trabajó para Issei Yamamoto en el Observatorio de Luz Zodiacal en Hiroshima.
Descubrió doce cometas entre 1940 y 1968, incluyendo el cometa periódico 45P/Honda-Mrkos-Pajdušáková.
Fue el primero en descubrir la gran intensidad de V1500 Cygni (Nova Cygni 1975) a una magnitud de 3.0 el 29 de agosto de 1975; luego fue reportado por otros astrónomos independientes cuando alcanzó una mayor intensidad.
Se le nombró al asteroide 3904 Honda por sus logros, a 8485 Satoru por su esposa y a 11442 Seijin-Sanso por el observatorio donde trabajó.